# یوسف ولی‌اف
یوسف ولی‌اِف هنرپیشه و صداپیشهٔ اهل کشور جمهوری آذربایجان بود.